# Martin Gardner
Martin Gardner (21 de octubre de 1914 - 22 de mayo de 2010) fue un escritor estadounidense de divulgación científica y matemáticas, con intereses que también abarcan la magia y la micromagia, el escepticismo científico, la filosofía, la religión y la literatura, especialmente a través de los escritos comentados de Lewis Carroll, L. Frank Baum y G. K. Chesterton. También fue una autoridad destacada en Lewis Carroll. The Annotated Alice, que incorporaba el texto de los dos libros de Alicia de Carroll, fue su obra de mayor éxito y vendió más de un millón de copias. Tuvo interés a lo largo de toda su vida por la magia y el ilusionismo; y en 1999, la revista MAGIC Magazine lo nombró como uno de los "100 magos más influyentes del siglo XX".
Considerado el decano de los rompecabezas estadounidenses, destacó como un autor prolífico y versátil, que publicó más de 100 libros.
Gardner fue conocido sobre todo por crear y mantener el interés en las matemáticas recreativas y, por extensión, en las matemáticas en general, durante la segunda mitad del siglo XX, principalmente a través de su columna "Mathematical Games", publicada durante veinticinco años en la revista Scientific American, y que sus libros posteriores recopilaron.
Fue uno de los polemistas anti-pseudociencia más destacados del siglo XX. Su libro de 1957 titulado Fads and Fallacies in the Name of Science es una obra fundamental del movimiento escéptico. En 1976, se unió a otros escépticos para fundar CSICOP, una organización que promueve la investigación científica y el uso de la razón para examinar afirmaciones extraordinarias.
También colaboró frecuentemente en la revista The New York Review of Books.

## Biografía

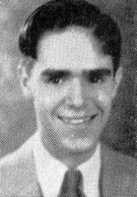
Gardner en su último año de secundaria, 1932

### Juventud y educación
Martin Gardner nació en una familia próspera en Tulsa, Oklahoma. Era hijo de James Henry Gardner, un destacado geólogo petrolero, y de su esposa, Willie Wilkerson Spires, una maestra capacitada en el método Montessori. Su madre le enseñó a Martin a leer antes de que comenzara la escuela, leyéndole El mago de Oz, lo que supuso el inició de un interés de por vida por los libros de Oz de L. Frank Baum. Su fascinación por las matemáticas comenzó en su niñez, cuando su padre le dio una copia de la Enciclopedia de 5000 rompecabezas de Sam Loyd. Trucos y acertijos.
Asistió a la Universidad de Chicago, donde estudió historia, literatura y ciencias con el estimulante plan de estudios de los Grandes Libros, y se licenció en filosofía en 1936. Sus primeros trabajos incluyeron un puesto de reportero del Tulsa Tribune, redactor de la Oficina de Relaciones con la Prensa de la Universidad de Chicago y asistente social en el "Black Belt" de la región de Chicago para la Administración de Ayuda de la ciudad. Durante la Segunda Guerra Mundial, sirvió durante cuatro años en la Armada de los Estados Unidos a bordo del destructor de escolta USS Pope en el Atlántico. Su barco todavía estaba en el Atlántico cuando la guerra llegó a su fin con la rendición de Japón en agosto de 1945.
Después de la guerra, Gardner regresó a la Universidad de Chicago, donde asistió a un curso de posgrado durante un año, pero no obtuvo un título superior.

### Carrera temprana
A finales de la década de 1940, Gardner se mudó a la ciudad de Nueva York y se convirtió en escritor y editor de la revista Humpty Dumpty Magazine, donde durante ocho años escribió artículos e historias y publicó varias otras revistas para niños. Sus acertijos sobre cómo doblar papel en esa revista lo llevaron a su primer trabajo en Scientific American. Durante muchas décadas, Gardner, su esposa Charlotte y sus dos hijos, Jim y Tom, vivieron en Hastings-on-Hudson, donde se ganó la vida como escritor independiente, publicando libros con varias editoriales diferentes y también publicando cientos de artículos de revistas y periódicos.

### Carrera media
En 1950, escribió un artículo en la Antioch Review titulado "The Hermit Scientist". Fue uno de los primeros artículos de Gardner sobre "junk science" (ciencia basura), y en 1952 una versión mucho más amplia se convirtió en su primer libro publicado: En el nombre de Ciencia: una revisión entretenida sobre los sumos sacerdotes y cultistas de la ciencia, pasado y presente. El año 1960 vio la edición original del libro más vendido de su carrera, The Annotated Alice.  En 1957, Gardner escribió su primera columna sobre "Mathematical Games" para Scientific American. Durante los 25 años que duró siguió publicando obras sobre magia, escepticismo y mucho más.

### Jubilación y muerte
En 1979, Gardner dejó Scientific American. Se mudó junto a su esposa Charlotte a Hendersonville, Carolina del Norte. Continuó escribiendo artículos de matemáticas y los envió a The Mathematical Intelligencer, Math Horizons, The College Mathematics Journal y Scientific American. También revisó algunos de sus libros más antiguos, como Origami, Eleusis y el cubo Soma. Charlotte murió en 2000, y en 2004 Gardner regresó a Oklahoma, donde su hijo, James Gardner, era profesor de educación en la Universidad de Oklahoma en Norman. Murió allí el 22 de mayo de 2010. Una autobiografía – Undiluted Hocus-Pocus: The Autobiography of Martin Gardner – se publicó póstumamente.

## Mathematical Games
Más información: List of Martin Gardner Mathematical Games columns
Durante más de un cuarto de siglo, Gardner escribió una columna mensual sobre el tema de las matemáticas recreativas para Scientific American. Todo comenzó con su artículo independiente sobre los hexaflexágonos, que se publicó en la edición de diciembre de 1956. Los flexágonos se convirtieron en una moda momentánea, y pronto la gente de toda la ciudad de Nueva York los estaba fabricando. Gerry Piel, editor de la revista por entonces, preguntó a Gardner: "¿Hay suficiente material similar a este para publicarlo regularmente?". Gardner dijo que así lo creía. El número de enero de 1957 contenía su primera columna, titulada "Mathematical Games". Le seguirían casi 300 columnas más.
La columna "Mathematical Games" se convirtió en la sección más popular de la revista, y era el artículo por el que muchos lectores empezaban la revista. En septiembre de 1977 Scientific American reconoció el prestigio y la popularidad de la columna de Gardner moviéndola del final al principio de la revista. Se publicó de 1956 a 1981 con columnas esporádicas posteriores y fue la primera introducción de muchos temas a una audiencia más amplia, en particular:
- Flexágonos (diciembre de 1956)
- The Game of Hex (julio de 1957)
- El cubo Soma (septiembre de 1958)

Los poliominós de Solomon Golomb se encontraban entre los muchos temas matemáticos recreativos presentados por Gardner en su columna. Se representan los 35 hexominós.

- Cuadratura del cuadrado (noviembre de 1958)
- Poliominós (noviembre de 1960)
- La Paradoja del examen sorpresa (marzo de 1963)
- Repiteselas (mayo de 1963)
- La superelipse (septiembre de 1965)
- Pentominós (octubre de 1965)
- El arte matemático de M. C. Escher (abril de 1966)
- Fractales y la curva del copo de nieve de Koch (marzo de 1967)
- Juego de la vida (octubre de 1970)
- Dados no transitivos (diciembre de 1970)
- Paradoja de Newcomb (julio de 1973)
- Tangrams (agosto de 1974)
- Teselación de Penrose (enero de 1977)
- Criptografía de clave pública (agosto de 1977)
- Godel, Escher, Bach de Hofstadter (julio de 1979)
- El grupo monstruo (junio de 1980)

Irónicamente, Gardner tuvo problemas para aprender cálculo y nunca siguió un curso de matemáticas después de la secundaria. Mientras editaba la revista Humpty Dumpty Magazine, construyó muchos rompecabezas de plegado de papel. En un espectáculo de magia en 1956, su compañero mago Royal Vale Heath le mostró las formas de papel intrincadamente dobladas conocidas como flexágonos y lo puso en contacto con los cuatro profesores de la Universidad de Princeton que habían inventado e investigado sus propiedades matemáticas. El artículo posterior que escribió sobre los hexaflexágonos supuso el inicio de su columna en Scientific American.
Su hijo Jim le preguntó una vez cuál era su acertijo favorito, y Gardner respondió casi de inmediato: "El mono y los cocos". Había sido el tema de su columna sobre los Juegos de abril de 1958 y en 2001 decidió convertirlo en el primer capítulo de su colección de "lo mejor de", The Colossal Book of Mathematics.
En la década de 1980 los "juegos matemáticos" comenzaron a aparecer sólo de forma irregular. Otros autores comenzaron a compartir la columna y en el número de junio de 1986 se publicó la última entrega con ese título. En 1981, tras el retiro de Gardner de Scientific American, la columna fue reemplazada por "Metamagical Themas" de Douglas Hofstadter", un nombre que es un anagrama de "Mathematical Games". 
Prácticamente todas las columnas de los juegos publicadas desde 1959 se recopilaron en forma de libro, titulado "The Scientific American Book of Mathematical Puzzles & Diversions". Durante las siguientes cuatro décadas siguieron catorce libros más. Donald Knuth los llamó libros canónicos.

## Influencia
Martin Gardner tuvo un gran impacto en las matemáticas en la segunda mitad del siglo XX. Su columna se publicó durante 25 años y fue leída con avidez por toda la generación de matemáticos y físicos que crecieron entre los años 1956 y 1981. Sus escritos inspiraron, directa o indirectamente, a muchos jóvenes lectores que seguirían carreras en matemáticas, ciencias y otras disciplinas afines.
Entre los admiradores de Gardner se encontraban individuos tan diversos como W. H. Auden, Arthur C. Clarke, Carl Sagan, Isaac Asimov, Richard Dawkins, Stephen Jay Gould, John Lennon y todo el grupo literario francés conocido como el Oulipo. Salvador Dalí una vez lo buscó para hablar sobre hipercubos de cuatro dimensiones. David Auerbach escribió: "Se puede argumentar, en términos puramente prácticos, para señalar a Martin Gardner como uno de los escritores más influyentes del siglo XX. Sus popularizaciones de la ciencia y los juegos matemáticos en Scientific American, durante los 25 años que escribió para ellos, podrían haber ayudado a crear más jóvenes científicos matemáticos e informáticos que cualquier otro factor antes de la llegada de la computadora personal". Colm Mulcahy lo describió como "sin duda, el mejor amigo que jamás hayan tenido las matemáticas".
Se atribuye a la columna de Gardner el mérito de haber dado a conocer al público obras y problemas que se han convertido en pilares de la matemática popular, como el problema de la secretaria, el Juego de la vida de Conway, el conjunto de Mandelbrot, la teselación de Penrose, la criptografía asimétrica y libros como El planiverso, de A.K. Dewdney, y Gödel, Escher, Bach, de Douglas Hofstadter. Gardner desempeñó un papel decisivo en la difusión y comprensión de la obra de M. C. Escher, a quien escribió en 1961 con el fin de pedirle permiso para utilizar su teselación Horseman en una próxima columna sobre H.S.M. Coxeter. Escher respondió que conocía a Gardner como autor de The Annotated Alice, obra que el propio Coxeter le había enviado. La correspondencia llevó a Gardner a presentar al mundo el arte de Escher, hasta entonces desconocido.
Sus escritos se consideraban amplios y profundos  Noam Chomsky escribió en una ocasión: "La contribución de Martin Gardner a la cultura intelectual contemporánea es única, por su alcance, su perspicacia y su comprensión de las cuestiones difíciles que importan." Alertó en repetidas ocasiones al público (y a otros matemáticos) sobre descubrimientos recientes en matemáticas, tanto recreativas como de otro tipo. Además de introducir muchos rompecabezas y temas de primer orden, como las fichas de Penrose y el Juego de la vida de Conway, era igualmente experto en escribir columnas sobre temas matemáticos tradicionales, como teoría de nudos, la sucesión de Fibonacci, el triángulo de Pascal, la banda de Möbius, los números transfinitos, la cuarta dimensión, las paradojas de Zenón, el último teorema de Fermat, y el teorema de los cuatro colores.
Su trabajo supuso el establecimiento de un nuevo estándar para escribir sobre matemáticas. En una entrevista de 2004 dijo: "Sigo hasta el cálculo, y más allá de eso no entender cualquiera de los artículos que se están escribiendo, considero que eso fue una ventaja para el tipo de columna que estaba haciendo, porque tenía que entender lo que estaba escribiendo, y eso me permitió escribir de tal manera que un lector promedio podía entender lo que estaba diciendo. Si escribes popularmente sobre matemáticas, creo que es bueno no saber demasiadas matemáticas". John Horton Conway lo llamó "el hombre más erudito que he conocido".

## La "vid matemática" de Gardner
Gardner mantuvo una extensa red de expertos y aficionados con quienes intercambiaba regularmente información e ideas. Doris Schattschneider llamaría más tarde a este círculo de colaboradores "Gardner's mathematical grapevine" o MG2 (Es decir, Martin Gardner al cuadrado).
El papel de Gardner como centro de esta red ayudó a facilitar varias introducciones que condujeron a colaboraciones fructíferas. Los matemáticos Conway, Berlekamp y Guy, que se conocieron como resultado de la influencia de Gardner, escribirían Winning Ways for your Mathematical Plays, un libro fundamental en teoría de juegos combinatorios  que Gardner defendió. Gardner también le presentó a Conway a Benoit Mandelbrot porque sabía de su interés mutuo en Teselación de Penrose. La red de Gardner también fue responsable por presentar a Doris Schattschneider y Marjorie Rice, quienes trabajaron juntas para documentar los Teselado pentagonales  recién descubiertos.
Gardner preparó cada una de sus columnas de manera minuciosa y erudita y mantuvo una abundante correspondencia para asegurarse de que todo estuviera verificado para asegurar su precisión matemática. La comunicación se realizaba a menudo mediante postales o teléfono, y Gardner tomaba notas meticulosas de todo, generalmente en fichas. Archivos de algunos de su correspondencia almacenada en la Universidad de Stanford ocupan unos 63 pies lineales de espacio en los estantes. Esta correspondencia dio lugar a columnas sobre los Repitesela y los pentominos de Solomon W. Golomb; las curvas de relleno de espacio de Bill Gosper; los azulejos aperiódicos de Roger Penrose; el Juego de la vida inventado por John H. Conway; la superelipse y el cubo Soma de Piet Hein; las Función trampa de Diffie, Hellman y Merkle; los Flexágonos de Stone, Tuckerman, Feynman y Tukey; las delicias geométricas de un libro de H. S. M. Coxeter; el juego de Hex inventado por Piet Hein y John Nash; El relato de Tutte de cuadratura del cuadrado; y muchos otros temas.
La amplia gama de matemáticos, físicos, informáticos, filósofos, magos, artistas, escritores y otros pensadores influyentes que pueden considerarse parte de la vid matemática de Gardner incluye:
| - Robert Ammann - Mitsumasa Anno - Elwyn Berlekamp - Dmitri A. Borgmann - Gregory Chaitin - Fan Chung - John Horton Conway - H.S.M. Coxeter - Erik Demaine - Persi Diaconis - M. C. Escher - Solomon W. Golomb - Bill Gosper - Ronald Graham - Richard K. Guy | - Frank Harary - Piet Hein - Douglas Hofstadter - Ray Hyman - Scott Kim - David A. Klarner - Donald Knuth - Harry Lindgren - Benoit Mandelbrot - Robert Nozick - Penn & Teller - Roger Penrose - James Randi - Marjorie Rice | - Ron Rivest - Tom Rodgers - Rudy Rucker - Lee Sallows - Doris Schattschneider - Jeffrey Shallit - David Singmaster - Jerry Slocum - Raymond Smullyan - Ian Stewart - W. T. Tutte - Stanislaw Ulam - Samuel Yates - Nob Yoshigahara |

## Criptografía de clave pública
En su columna de agosto de 1977, "Un nuevo tipo de cifrado que tardaría millones de años en descifrarse", Gardner describió un nuevo sistema criptográfico inventado por Ron Rivest, Adi Shamir y Leonard Adleman. El sistema, basado en funciones de trampillas, pasó a ser conocido como RSA (en honor a los tres investigadores) y se ha convertido en un componente de la mayoría de los esquemas de transmisión de datos seguros. Dado que RSA es un algoritmo relativamente lento, no se usa ampliamente para cifrar datos directamente. Más a menudo, se utiliza para transmitir claves compartidas empleadas en la criptografía de clave simétrica.
Gardner identificó el memorando en el que había basado su columna sobre el tema, e invitó a los lectores a escribir a Rivest para solicitar una copia del mismo. Se recibieron más de siete mil solicitudes, algunas de ellas de otros países. Esto causó una gran consternación en las agencias de defensa de EE. UU. y posibles problemas legales para el propio Gardner. La Agencia de Seguridad Nacional (NSA) pidió al equipo creador del algoritmo RSA que dejara de distribuir el informe, y una carta al IEEE sugirió que difundir dicha información podría violar las competencias de la Agencia de Seguridad Nacional y el Reglamento sobre el Tráfico Internacional de Armas. Al final, los dirigentes del Departamento de Defensa resolvieron que no había base legal para limitar la nueva tecnología, y la publicación de un artículo detallado sobre el algoritmo RSA en Comunicaciones of the ACM, supuso el final del monopolio criptográfico hasta entonces en manos de la Agencia Nacional de Seguridad.

## Pseudociencia y escepticismo
Gardner fue un crítico de la ciencia marginal. Su libro Fads and Fallacies in the Name of Science (1952, revisado en 1957) lanzó el movimiento escéptico moderno. Desmintió movimientos y teorías dudosas incluyendo el fletcherismo, el lamarckismo, las modas alimentarias, la aplicación práctica de la radiestesia, el pensamiento esotérico de Charles Fort, las teorías ocultistas de Rudolf Steiner, la dianética, el método Bates para mejorar la vista, a los negacionistas de Einstein, el terraplanismo, los continentes perdidos de la Atlántida y Lemuria, el contenido del libro Mundos en colisión de Immanuil Velikovski, la teoría de la reencarnación de Bridey Murphy, la teoría del orgón de Wilhelm Reich, la generación espontánea de vida, la percepción extrasensorial y la telequinesis, la homeopatía, la frenología, la quiromancia, la grafología y la numerología. Este libro y sus trabajos posteriores ("Science: Good, Bad and Bogus", 1981; "Order and Surprise", 1983, "Gardner's Whys & Wherefores", 1989, etc.) provocaron muchas críticas entre los defensores de la ciencia alternativa y de la Filosofía de la Nueva Era. Siguió manteniendo debates (tanto públicos como privados) con muchos de ellos durante décadas.
En una reseña de Science: Good, Bad and Bogus, Stephen Jay Gould llamó a Gardner "El detector de charlatanes", un escritor que "borró tonterías" y al hacerlo se había "convertido en una persona de valor incalculable, en un recurso nacional."
En 1976, Gardner se unió a sus compañeros escépticos, el filósofo Paul Kurtz, el psicólogo Ray Hyman, el sociólogo Marcello Truzzi y el mago de teatro James Randi para fundar el Comité para la Investigación Científica de Afirmaciones de lo Paranormal (ahora llamado Comité de Investigación Escéptica). Intelectuales como el astrónomo Carl Sagan, el escritor y bioquímico Isaac Asimov, el psicólogo B. F. Skinner y el periodista Philip J. Klass se convirtieron en miembros del programa. De 1983 a 2002 Gardner escribió una columna mensual llamada "Notes of a Fringe Watcher" (originalmente "Notes of a Psi-Watcher") para Skeptical Inquirer, la revista mensual de la organización.
Gardner fue un crítico implacable del autoproclamado psíquico israelí Uri Geller y escribió dos folletos satíricos sobre él en la década de 1970 utilizando el seudónimo de "Uriah Fuller", en los que explicaba cómo esos supuestos psíquicos hacen lo que parece imposible, incluyendo presuntas hazañas como doblar cucharas mentalmente y leer mentes.
Martin Gardner siguió criticando la ciencia basura durante toda su vida. Sus objetivos incluían no sólo temas seguros como la astrología y el avistamiento de ovnis, sino también temas como la quiropráctica, el vegetarianismo, las teorías teosóficas de madame Blavatsky, el creacionismo, la cienciología, la curva de Laffer, la Ciencia Cristiana y el Movimiento de los Grandes Libros de Hutchins-Adler. Lo último que escribió en la primavera de 2010 (un mes antes de su muerte) fue un artículo criticando las "dudosas opiniones médicas y la ciencia falsa" de Oprah Winfrey – particularmente su apoyo a la teoría completamente desacreditada de que las vacunas causan autismo y continuó lamentándose por las "muertes innecesarias de niños" que tales nociones pueden causar.
Skeptical Inquirer lo nombró uno de los diez escépticos más destacados del siglo XX. En 2010 fue honrado póstumamente con un premio por sus contribuciones en el campo escéptico del Center for Inquiry. En 1982, el Comité de Investigación Escéptica otorgó a Gardner su "Premio en Elogio de la Razón" por sus "heroicos esfuerzos en defensa de la razón y la dignidad de la actitud escéptica", y en 2011 añadió a Gardner a su Panteón de los Escépticos.

## Magia
Martin Gardner mantuvo durante toda su vida una fascinación por la magia y el ilusionismo que comenzó cuando su padre le mostró uno de sus trucos. Escribió para una revista de magia en la escuela secundaria y trabajó en unos grandes almacenes demostrando trucos de magia mientras estaba en la Universidad de Chicago. El primer escrito publicado de Gardner (a la edad de quince años) fue sobre un truco de magia en The Sphinx, la revista oficial de la Sociedad Estadounidense de Magos. Se centró principalmente en la magia de cerca y, a partir de la década de 1930, publicó un número significativo de contribuciones originales en este campo reservado. El mago M. Turner dijo: La Enciclopedia de Magia Impromptu, que Gardner escribió en 1985, "está garantizado que aparecerá en cualquier encuesta sobre los libros de magia favoritos de los magos".
Su primer libro de magia para el público en general, Mathematics, Magic and Mystery (Dover, 1956), todavía se considera un clásico en este campo. Era bien conocido por sus innovadores efectos de golpeteo y ortografía, con y sin naipes, y estaba muy orgulloso del efecto que llamó "Wink Change".
Muchos de los amigos de toda la vida de Gardner eran magos. Entre ellos se encontraban William Simon, quien le presentó a Charlotte Greenwald, con quien se casó en 1952, Dai Vernon, Jerry Andrus, el estadístico Persi Diaconis y el erudito Raymond Smullyan. Consideraba a su compañero mago James Randi su amigo más cercano. Diaconis y Smullyan, al igual que Gardner, abarcaban los dos mundos de las matemáticas y la magia, que se entrelazaban con frecuencia en sus trabajos. Uno de sus primeros libros, Matemáticas, Magia y Misterio (1956), trataba sobre trucos de magia con base matemática. Los trucos de magia matemática a menudo aparecían en su columna "Juegos matemáticos". Por ejemplo, su columna de agosto de 1962 se tituló "Una variedad de trucos divertidos recopilados en una convención ficticia de magos". De 1998 a 2002 escribió una columna mensual sobre trucos de magia llamada "Truco del mes" en The Physics Teacher, una revista publicada por la Americana de Profesores de Física.
En 1999 MAGIC Magazine nombró a Gardner como uno de los "100 magos más influyentes del siglo XX". En 2005 recibió un "Lifetime Achievement Fellowship" de la Academia de Artes Mágicas. El último trabajo publicado durante su vida fue un truco de magia en la edición de mayo de 2010 de Word Ways: The Journal of Recreational Linguistics.

## Teísmo y religión
Gardner fue criado como metodista (su madre era muy religiosa), pero rechazó la religión establecida cuando era adulto. Se consideraba a sí mismo un teísta filosófico y fideista. Creía en un dios personal, en la vida después de la muerte y en la oración, pero rechazaba la religión establecida. Sin embargo, sentía una permanente fascinación por las creencias religiosas. En su autobiografía, afirmó: "Cuando muchos de mis fans descubrieron que creía en Dios e incluso esperaba una vida futura, se sorprendieron y consternaron... No me refiero al Dios de la Biblia, especialmente al Dios del Antiguo Testamento, o cualquier otro libro que afirme ser divinamente inspirado. Para mí, Dios es una inteligencia trascendente "completamente otra", imposible para nosotros de entender. Él o ella es de alguna manera responsable de nuestro universo y capaz de proporcionar, cómo no tengo ni idea, una vida futura."
Describió su propia creencia como teísmo filosófico, inspirada en las obras del filósofo Miguel de Unamuno. Si bien evitó la doctrina religiosa sistemática, mantuvo su creencia en Dios, afirmando que esta creencia no puede ser confirmada o refutada por la razón o la ciencia. Al mismo tiempo, era escéptico respecto a que algún dios se ha comunicado con los seres humanos a través de la revelación hablada o telepática o mediante milagros en el mundo natural. Se ha citado a Gardner diciendo que consideraba la parapsicología y otras investigaciones sobre lo paranormal como equivalentes a "tentar a Dios" y buscar señales de "milagros y maravillas". Afirmó que si bien esperaría que las pruebas sobre la eficacia de las oraciones fueran negativas, no descartaría "a priori" la posibilidad de que fuerzas paranormales aún desconocidas puedan permitir que las oraciones influyan en el mundo físico.
Escribió repetidamente sobre lo que creían figuras públicas como Robert Maynard Hutchins, Mortimer Adler y William F. Buckley, Jr. y si sus creencias eran lógicamente consistentes. En algunos casos, atacó a figuras religiosas prominentes como Mary Baker Eddy con el argumento de que sus afirmaciones son insostenibles. Su novela semiautobiográfica El vuelo de Peter Fromm describe a un hombre tradicionalmente cristiano protestante que lucha con su fe, examina la erudición y los movimientos intelectuales del siglo XX y, en última instancia, rechaza el cristianismo sin dejar de ser teísta.
Dijo que sospechaba que la naturaleza fundamental de la conciencia humana puede no ser conocible o descubrible, a menos que algún día se desarrolle una física más profunda ("subyacente") que la mecánica cuántica. En este sentido, dijo, pertenecía a "un grupo de pensadores conocidos como los «misterianistas»". Sus puntos de vista filosóficos en general se describen y defienden en su libro The Whys of a Philosophical Scrivener (1983, revisado en 1999).

## Obras comentadas
Gardner fue considerado una autoridad destacada en Lewis Carroll. Su versión comentada de Las aventuras de Alicia en el país de las maravillas y A través del espejo, que explica los numerosos acertijos matemáticos, juegos de palabras y referencias literarias que se encuentran en los libros de Alicia, se publicó por primera vez como La Alicia anotada (Clarkson Potter, 1960). Las secuelas se publicaron con nuevas anotaciones como More Annotated Alice (Random House, 1990) y finalmente como The Annotated Alice: The Definitive Edition (Norton, 1999), combinando notas de ediciones anteriores y material nuevo. El libro original surgió cuando Gardner encontró los libros de Alicia "un poco aterradores" cuando era joven, pero descubrió que resultan fascinantes de adulto. Sintió que alguien debería comentarlos y sugirió a un editor que se lo propusiera a Bertrand Russell. Cuando el editor solo consiguió hablar con la secretaria de Russell, se le pidió a Gardner que se hiciera cargo del proyecto él mismo.
Durante mucho tiempo hubo libros comentados escritos por académicos para otros académicos, pero Gardner fue el primero en escribir un trabajo de este tipo para el público en general, y pronto muchos otros escritores siguieron su ejemplo. El propio Gardner produjo ediciones comentadas de La inocencia del padre Brown y de El hombre que fue jueves de G. K. Chesterton, así como de poemas célebres que incluyen The Rime of the Ancient Mariner, Casey at the Bat, A Visit from St. Nicholas y  La caza del Snark.

## Novelas y cuentos
Gardner escribió dos novelas. Era fanático de los libros de Oz escritos por L. Frank Baum, y en 1988 publicó Visitors from Oz, basado en los personajes de los diversos libros de Baum sobre Oz. Fue miembro fundador del International Wizard of Oz Club y ganador del Premio en Memoria de L. Frank Baum de 1971. Su otra novela fue The Flight of Peter Fromm (1973), que reflejó su fascinación de toda su vida por las creencias religiosas y el problema de la fe.
Sus cuentos fueron recopilados en The No-Sided Professor and Other Tales of Fantasy, Humor, Mystery, and Philosophy (1987).

## Autobiografía
A la edad de 95 años, Gardner escribió Undiluted Hocus-Pocus: The Autobiography of Martin Gardner. Vivía en un apartamento de una habitación en Norman, Oklahoma y, como era su costumbre, utilizó una máquina de escribir y lo editó con tijeras y pegamento de caucho. Tomó el título del poema Gruk, de su buen amigo Piet Hein, que expresa perfectamente el permanente sentido de misterio y asombro de Gardner sobre la existencia.
| We glibly talk of nature's laws, but do things have a natural cause? Black earth turned into yellow crocus, is undiluted hocus-pocus. | Hablamos fácilmente de las leyes de la naturaleza, pero ¿las cosas tienen una causa natural? Cuando la tierra negra se convierte en azafrán amarillo, eso es sin diluir hocus-pocus. |

## Juegos de palabras
El interés de Gardner por los juegos de palabras le llevó a concebir una revista sobre lingüística recreativa. En 1967, presentó la idea a Greenwood Periodicals y se nombró editor a Dmitri Borgmann. La revista resultante, Word Ways, publicó muchos de sus artículos, algunos de ellos póstumos, hasta que cesó su publicación en 2020. También escribió una columna "Puzzle Tale" para la revista Asimov's Science Fiction de 1977 a 1986. Gardner era miembro del club de banquetes literarios exclusivamente masculino, las Trap Door Spiders, que sirvieron de base para el grupo ficticio de solucionadores de misterios de Isaac Asimov, The Black Widowers.

## Seudónimos
Gardner usaba a menudo seudónimos. En 1952, mientras trabajaba para la revista infantil Humpty Dumpty Magazine, contribuyó con historias escritas por "Humpty Dumpty Jr.". Durante varios años, a partir de 1953, fue editor en jefe de Polly Pigtails, una revista para niñas, y también escribió con ese nombre. Su Annotated Casey at the Bat (1967) incluía una parodia del poema, atribuida a "Nitram Rendrag" (su nombre escrito al revés). Usando el seudónimo "Uriah Fuller", escribió dos libros atacando al presunto psíquico Uri Geller. En años posteriores, Gardner a menudo escribía parodias de sus poemas favoritos bajo el nombre "Armand T. Ringer", un anagrama de su nombre. En 1983, un tal "George Groth" criticó el libro de Gardner The Whys of a Philosophical Scrivener en el New York Review of Books. Sólo en la última línea de la reseña se revelaba que George Groth era el propio Martin Gardner.
En su columna "Mathematical Games" de enero de 1960, presentó al ficticio "Dr. Matrix" y escribió sobre él con frecuencia durante las siguientes dos décadas. Dr. Matrix no era exactamente un seudónimo, aunque Gardner sí pretendía que todo lo contenido en estas columnas proviniera de la mente fértil del buen doctor. Posteriormente, en 1979, el propio Dr. Matrix publicó un artículo en el bastante respetable Two-Year College Mathematics Journal. Se llamaba Martin Gardner: Defending the Honor of the Human Mind y contenía una biografía de Gardner y una historia de su Columna "Mathematical Games". Pasaría una década más antes de que Martin publicara un artículo en una revista de matemáticas de este tipo con su propio nombre.

## Filosofía de las matemáticas
Gardner escribió sobre la filosofía de las matemáticas, y publicó reseñas negativas de los libros The Mathematical Experience de Philip J. Davis y de What Is Mathematics, Really? de Reuben Hersh, en las que criticó aspectos del platonismo matemático, siendo la primera de las dos reseñas bien recibida por la comunidad matemática. Si bien Gardner a menudo era percibido como un platónico incondicional, sus comentarios mostraron algunas tendencias formalistas. Gardner sostuvo que sus puntos de vista estaban muy extendidos entre los matemáticos, pero Hersh afirmaba lo contrario basándose en su experiencia como matemático y orador profesional, y defendiendo que ese no era el caso.

## Educación matemática
En la edición de agosto de 1998 de Scientific American, Gardner escribió su último artículo para la revista titulado "Un cuarto de siglo de matemáticas recreativas". En él dijo: "Durante 40 años he hecho todo lo posible para convencer a los educadores de que las matemáticas recreativas deberían incorporarse al plan de estudios estándar. Deben introducirse periódicamente como una forma de interesar a los estudiantes jóvenes en las maravillas de las matemáticas. Sin embargo, hasta ahora, los avances en esta dirección han sido glaciales." Recordaba como cuando era niño, un profesor de matemáticas le regañó por trabajar en un poco de matemáticas recreativas, y se lamentaba de lo equivocada que es esta actitud. Señaló que la revista Mathematics Teacher publicada por el National Council of Teachers of Mathematics, y especialmente dedicada a mejorar la enseñanza de matemáticas para los grados de 8 a 14, suele tener artículos sobre temas recreativos, pero la mayoría de los profesores no los utilizan.

## Legado y premios
Entre los numerosos premios que ha recibido Gardner figuran:
- 1987 – Premio Leroy Steele por sus numerosos libros y artículos sobre matemáticas[22]
- 1971 – L. Frank Baum Memorial Award del International Wizard of Oz Club
- 1980 – El asteroide del cinturón principal 2587 Gardner descubierto por Edward L. G. Bowell en la Estación Anderson Mesa lleva el nombre de Martin Gardner.[142]
- 1990 – Allendoerfer Award  (junto con Fan Chung y Ronald Graham) de La Mathematical Association of America (MAA)
- 1994 – JPBM Premio de Comunicación de la Joint Policy Board for Mathematics
- 1997 – se convirtió en Fellow (Clase: Humanidades y Artes, Sección: Literatura) de la Academia Estadounidense de las Artes y las Ciencias
- 1998 – Premio Trevor Evans de la MAA[143]
- 1999 – incluido en la lista de los "100 magos más influyentes del siglo XX" del MAGIC Magazine.[144]
- 1999 – George Pólya Award[145]
- 2011 – Premio Houdini Salón de Hono (póstumo) Independent Investigations Group

## Gathering 4 Gardner
Más información: Gathering 4 Gardner
Martin Gardner siguió escribiendo hasta su muerte en 2010, y su comunidad de admiradores creció hasta abarcar varias generaciones. Además, su influencia era tan amplia que muchos de sus seguidores apenas tenían contacto entre sí. Esto llevó al empresario y coleccionista de puzles de Atlanta Tom Rodgers a la idea de organizar una reunión de fin de semana para celebrar las contribuciones de Gardner a las matemáticas recreativas, la racionalidad, la magia, los puzles, la literatura y la filosofía. Aunque Gardner era famoso por su timidez, y normalmente rechazaba un honor si requería su presencia personal, Rogers le convenció para que asistiera al primer "Gathering 4 Gardner" (G4G), celebrado en Atlanta en enero de 1993.
En 1996 se celebró una segunda reunión de este tipo, nuevamente con la asistencia de Gardner. Se realizó un vídeo para el programa de CBC Television, The Nature of Things with David Suzuki. Presentaba a Gardner junto con muchos miembros de su círculo y se llamaba "Martin Gardner: Mathemagician" y se transmitió el 14 de marzo de 1996. En ese momento, Rogers y sus amigos decidieron hacer de la reunión un evento regular cada dos años. Los participantes a lo largo de los años van desde viejos amigos de Gardner, como John Horton Conway, Elwyn Berlekamp, Ronald Graham, H.S.M. Coxeter y Richard Guy, hasta recién llegados como el matemático y artista matemático Erik Demaine, el creador de videos matemáticos Vi Hart y el ganador de la medalla Fields, Manjul Bhargava.
Entre los asistentes al G4G había magos, matemáticos, malabaristas, filósofos, escépticos científicos, admiradores de Lewis Carroll, coleccionistas de rompecabezas, aficionados al juego de la vida de Conway, a los cubos de Rubic, maestros del ajedrez y a cualquier otro tema en el que Gardner estuviera interesado o sobre el que hubiera escrito.
El primer encuentro, en 1993, fue el G4G1, y el de 1996, el G4G2. Desde entonces se ha celebrado en años pares. El evento de 2018 fue el G4G13.[160] Debido a la pandemia COVID-19, el evento G4G14 no se celebró hasta 2022. Dos años más tarde tuvo lugar el G4G15. Todas las reuniones del G4G hasta 2024 se han celebrado en Atlanta.